# Mr.Rabbit
Mr.Rabbit је српска алтернативна хип-хоп/фјужн група која је званично настала објављивањем првог албума 2014. године у Ваљеву. Ипак, бенд почиње да се окупља око бивших чланова бенда Ира још 2010. године, када је отпочето снимање албума Ноћна лука бродова. Албум је објављен у јуну 2014. године под окриљем београдске издавачке куће Lampshade Media. За истог издавача, бенд годину дана касније објављује песму Магла, а затим у октобру 2016. године и албум који носи назив Постмодерна комедија. Њихов најновији сингл, песма Манифест која се налази на последњем албуму, екранизована је, те је крајем новембра 2016. године доживела своју премијеру на регионалној MTV Adria телевизији.

## Историја

### Почетак (2010—2012)
Идеја за стварање једног оваквог бенда се рађа након објављеног албума Звук провинције ваљевске групе Ира. Биши чланови Ире, Александар Даниловић, Мила Ристовић, Марко Илинчић и Марко Јакић су почели да раде на новом пројекту, који ће касније израсти у албум првенац групе Mr.Rabbit. Формирали су музички студио "Марс", те су почели да снимају нове песме. Тако су, почетком 2012. године, објавили песме Заборав и Пре судбине, а онда, у другој половини исте године и песму Спреман да кидам. Након тога, Марко Јакић напушта пројекат, међутим, у својству госта се ипак појаљује у песми Кад нема никога. Крајем 2012. године, у јеку снимања Ноћне луке бродова, објављена је песма Иза хоризонта са Милицом Петронијевић.

### Ноћна лука бродова (2013—2014)
Средином 2013. године је објављен спот за песму Ноћна лука бродова, која ће касније постати носећа песма истоименог албума. За веома кратко време, песма је достигла велики број прегледа, а затим је приказана и на MTV Adria каналу. Како се рад на првом албуму ближио крају, у марту 2014. године бенд објављује песму Тендер у сарадњи са ваљевском групом Township Rebellion. Недуго затим потписују уговор за београдску издавачку кућу Lampshade Media и у јуну исте године издају албум првенац. Уз албум објављују и видео за две песме снимане у ATTIC студију у Београду. За песму Жеље у сарадњи са Сањом Вучић из бенда Заа и за песму Сима у сарадњи са Јованом Кнежевићем из београдског реге састава Машта Башта. Албум употпуњује велики број гостију, те обилује жанровским лутањима, што ће постати чест опис за звук овог бенда:
Материјал обилује жанровским шетњама, почев од хип-хопа и рока преко фанка и попа, до ну-метала и електронике. То је, како једном речју аутори описују, један алтернативни хип-хоп/фјужн жанр.
На интересантан начин, музички правац бенда и жанровске вратоломије описује и Мишел Петковић за хрватско издање популарног часописа Ролинг стоун:
Шароликост албума се види и у пар носећих нумера на албуму. Наиме, "Тендер" је песма "тешких гитарских рифова"; "Ноћна лука бродова" је отпевана у друштву лагане клавирске мелодије пропраћене етно звуцима фруле и необичним грувом бас гитаре на крају. У два последња сингла - "Жеље" долази до необичног уплива соул мелдоија и снажни женски вокал, а песма "Сима" употпуњена је фанки ритмом и меланхоличним звуком саксофона.

## Стил и утицаји
Од самог почетка, бенд је комбиновао хип-хоп звук са упечатљивим певачким деоницама и живим инструментима. Тако је први албум често описиван као феноменална шетња кроз жанрове, почев од хип-хопа и мирних клавирских деоница, преко рока и попа до ну метала и електронике. На Постмодерној комедији, поново је карактеристична комбинација жанрова. Међутим то је учињено доста сведеније, те су све песме окупљене око карактеристичног фанк и соул звука, са повременим излетима у виду чврстих гитарских рифова.
Неки од музичара и музичких група који су имали утицај на овај бенд су Atmosphere, Flobots, Cypress Hill, The Roots, Sage Francis, P.O.D, Porcupine Tree, Morcheeba, Екатарина Велика, Radiohead, System of a Down, Kimbra, Dream Theater и други.

## Чланови бенда
| Садашњи чланови - Александар Даниловић — вокал (2010—данас) - Ђурђа Перовић — вокал (2014—данас) - Марко Илинчић — клавир, клавијатуре (2010—данас) - Лазар Антонић — гитара (2012—2014, 2015—данас), бас гитара (2014—2015), вокал (2014—данас) - Анђелко Арнаут — бубањ и перкусије (2013—данас) - Бранко Вучетин — бас гитара и контрабас (2014—данас) Бивши чланови - Марко Јакић — вокал (2010—2012) - Мила Ристовић — вокал (2010—2014) - Милош Јевтић — гитара (2014—2015) | Музичари на концертима - Богдан Ђурић — клавијатуре (2015) - Арион Петровски — бубањ (2015) |

Временска линија

## Дискографија

### Студијски албуми
- 2014 — Ноћна лука бродова[2]
- 2016 — Постмодерна комедија[23]

### Синглови
- 2012 — Заборав[9]
- 2012 — Пре судбине[10]
- 2012 — Спреман да кидам[11]
- 2012 — Иза хоризонта[12]
- 2015 — Магла[24]